# Jirkov
Jirkov (in tedesco Görkau) è una città della Repubblica Ceca facente parte del distretto di Chomutov, nella regione di Ústí nad Labem.

## Geografia antropica

### Frazioni
- Březenec (Pirken)
- Červený Hrádek (Rothenhaus)
- Jindřišská (Hannersdorf)
- Vinařice (Weingarten)